# 四叶龙胆
四叶龙胆（学名：Gentiana tetraphylla）为龙胆科龙胆属的植物，是中国的特有植物。分布于中国大陆的四川等地，生长于海拔3,300米至4,500米的地区，多生于山坡草地，目前尚未由人工引种栽培。